# Davide Di Gennaro
Davide Di Gennaro, född 16 juni 1988 i Milano i Italien, är en italiensk fotbollsspelare (anfallare/mittfältare) som spelar för Juve Stabia på lån från Lazio.
Di Gennaro gjorde proffsdebut 19 maj 2007 för AC Milan i en hemmamatch mot Udinese, då han ersatte Costacurta och man förlorade med 2–3. Han var även med på avbytarbänken under en match i Coppa Italia mot Brescia samt en match i Serie A mot Torino.
Den 27 juni 2007 gick man ut med att Di Gennaro till säsongen 2007/2008 skulle vara utlånad till Bologna. Nästan ett år senare, 29 maj 2008 meddelades det att Di Gennaro skrivit kontrakt med Genoa som en del av överenskommelsen mellan Milan och Genoa om att Milan får fullt ägarskap av Marco Borriello, något som de tidigare delade på.
Efter att ha tillbringat säsongen 2011-2012 på lån hos Modena och imponerat med 10 mål, köptes han under sommaren 2012 av Serie B-nykomlingen Spezia.